# Adolf-Hitler-Schanze
Die Adolf-Hitler-Schanze war eine Skisprungschanze im Eifelort Hollerath in Nordrhein-Westfalen.
Der Wintersportverein Köln erbaute ab 1932 die Skisprungschanze in Hollerath. Die Schanze wurde 1934 nach der Machtergreifung Adolf Hitlers ihm zu Ehren Adolf-Hitler-Schanze genannt. Der bekannteste Skispringer dürfte der spätere Olympiasieger Birger Ruud gewesen sein, der im Rahmen seiner Saisonvorbereitung 1936 dort sprang. Die Holzschanze war ca. 20 Meter hoch und 120 Meter lang und hatte einen gemauerten Absprungtisch, der noch heute als einziger Teil der ehemaligen Skisprungschanze erhalten ist. Sie galt als größte Skisprungschanze Westdeutschlands. Am Ende des Zweiten Weltkriegs wurde die Skisprungschanze, die sich in der Nähe des Westwalls befand, bei Kriegshandlungen zerstört. Die Skisprungschanze wurde in kleinerem Maßstab 1953 wieder aufgebaut, wegen der unsicheren Schneelage aber schließlich aufgegeben.
2014 initiierte der Skiclub Bonn in Hollerath den Bau einer Kinderschanze.